# École
Pour les articles homonymes, voir École (homonymie).

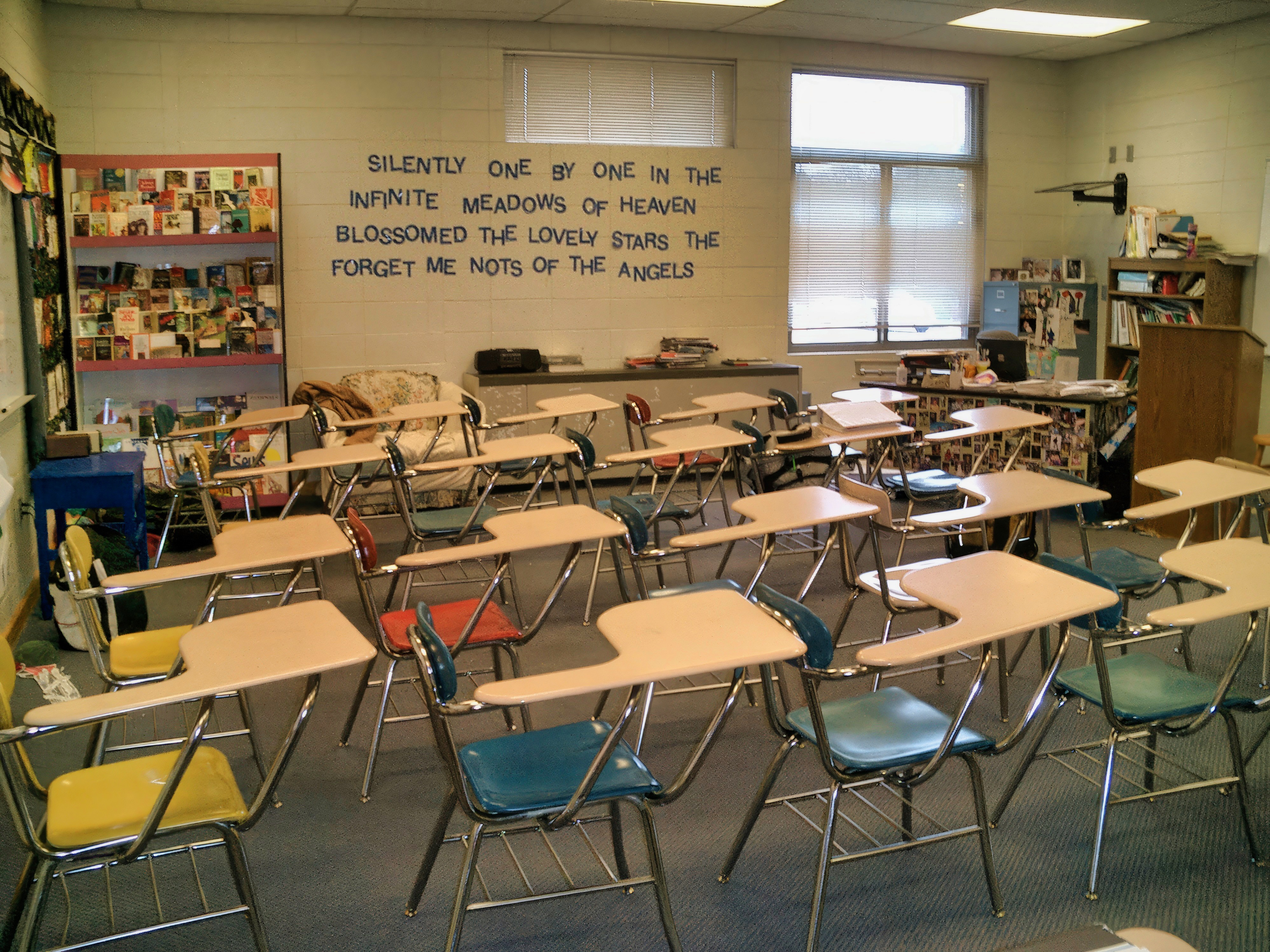
Une salle de classe de high school (équivalent du lycée en France) à Hayesville (Caroline du Nord) en 2004.

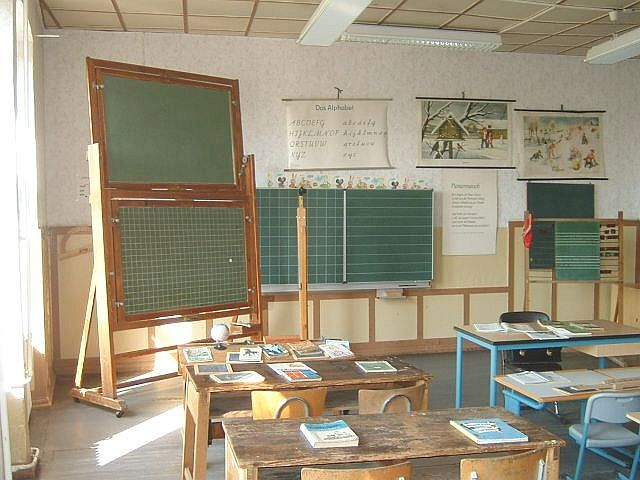
Reconstitution partielle d'une école primaire des années 1930 en Allemagne.

Une école est un établissement où l'on accueille des individus appelés élèves afin que des professeurs leur dispensent un enseignement de façon collective. Le mot école vient du latin schola, signifiant « loisir consacré à l'étude », lui-même provenant du grec ancien σχολή / skholế, « le loisir », lequel constituait un idéal souvent exprimé par les philosophes et une catégorie socialement valorisée opposée à la sphère des tâches productives.
En France, le terme peut être réservé :
- aux établissements d'enseignement d'école maternelle (primaire), enseignement primaire ou élémentaire ou encore enseignement secondaire ;
- à certains établissements d'enseignement supérieur (école de journalisme, école de commerce, école d'art, école de cinéma, grande école, école d'ingénieur) ;
- aux établissements d'enseignement de loisirs (école de musique, école de danse, école de théâtre, école de cirque).

Le terme d'« écolier » s'applique exclusivement aux élèves de l'enseignement primaire.

## Histoire de la scolarisation

### École facultative ou obligatoire

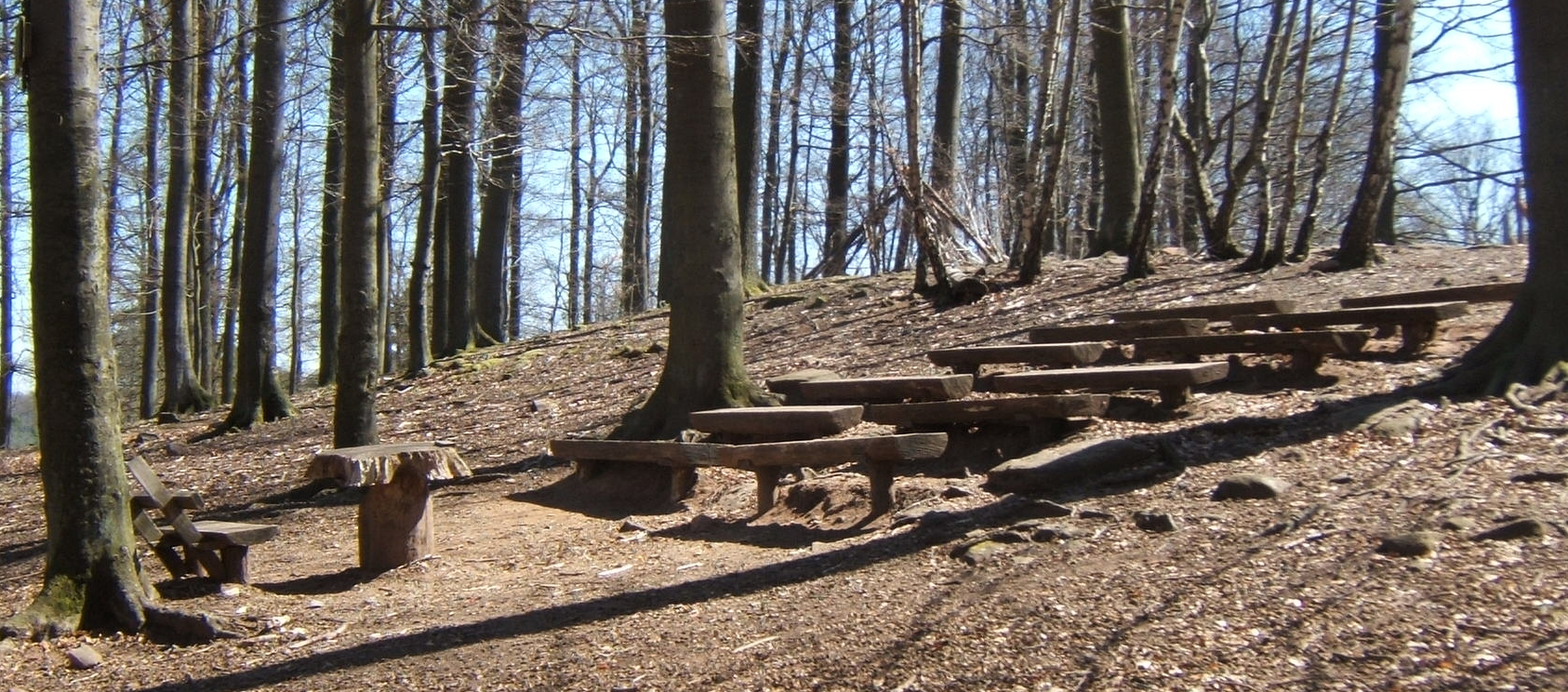
Wildpark Kaiserslautern, Allemagne. Depuis Socrate, de nombreux modes alternatifs d'apprentissage et d'enseignement ont été testés, plus ou moins autorisés ou tolérés selon les pays, âges des élèves et systèmes d'enseignement. L'école dans les bois.

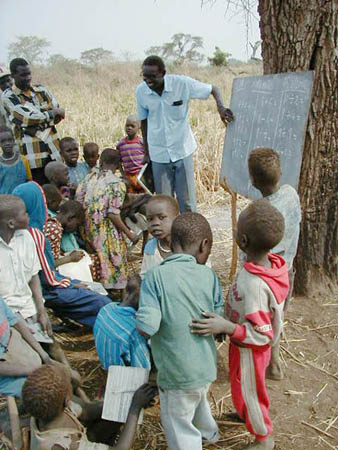
École rurale au Soudan.

École du PAIGC dans les régions libérées en Guinée-Bissau, 1974

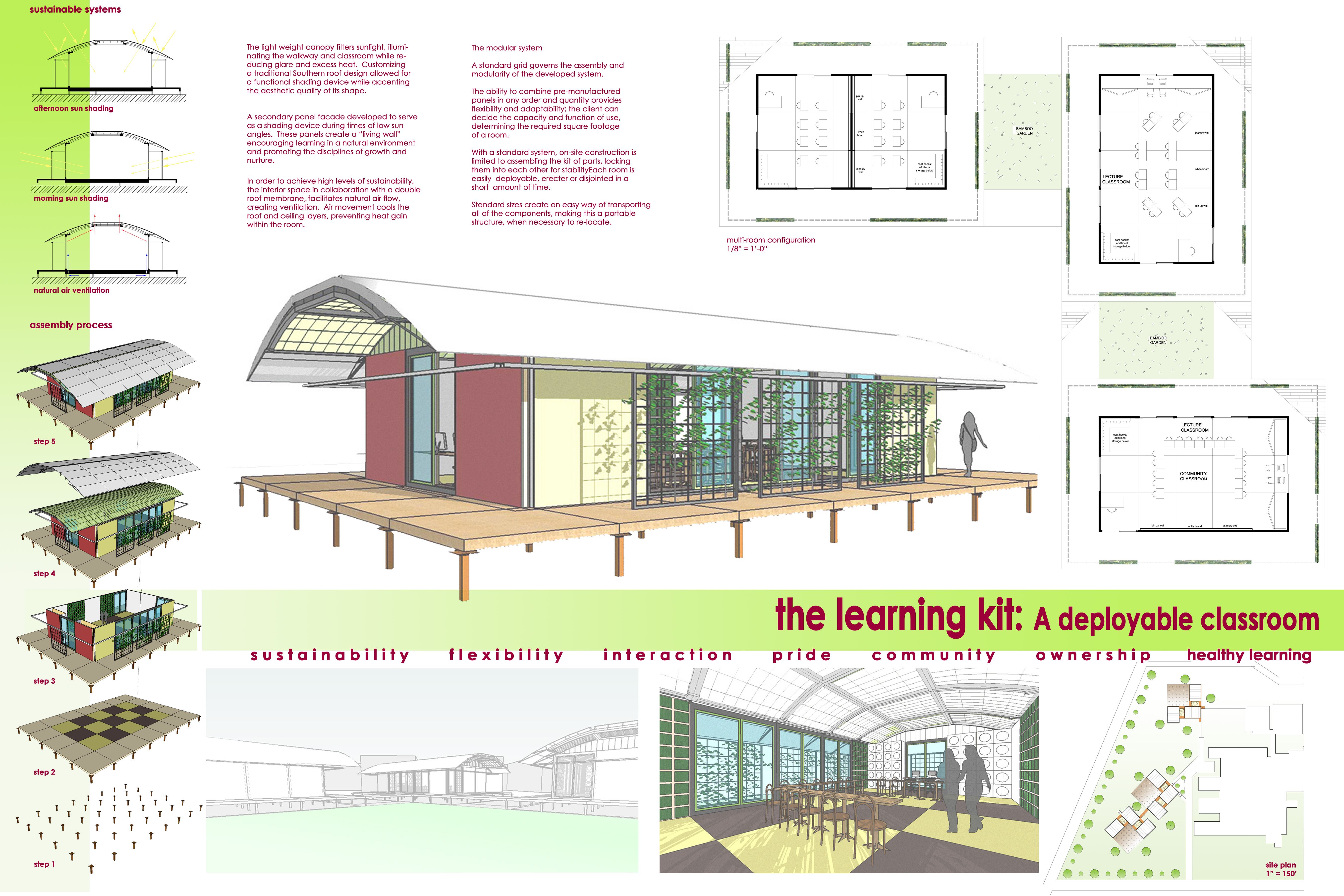
École démontable, transportable, respectant des critères de haute qualité environnementale.

Les écoles peuvent être obligatoires ou facultatives, selon les pays, durant un temps plus ou moins long. Dans presque tous les pays (la France ou les États-Unis par exemple), ce n'est pas l'école qui est obligatoire, mais l'instruction des enfants. Dès lors, des parents peuvent décider d'instruire eux-mêmes leurs enfants à la maison ou de les confier à des écoles de leur choix. En France, on impose que, en fin de cursus, les enfants aient acquis un ensemble de compétences définies par décret (article L.131-10 du Code de l’éducation) .
L'âge de début d'instruction obligatoire se situe généralement aux alentours de 6 ans. Cependant, depuis la rentrée 2019, l'instruction obligatoire se fait dès l'âge de trois ans à la suite de l'annonce du président Emmanuel Macron le 27 mars 2018 (6 ans au Canada, 7 ans en Finlande).
L'âge de fin d'obligation d'instruction est nettement plus disparate, variant de 9 ans en Chine populaire à 16 ans dans beaucoup de pays occidentaux ; il dépend essentiellement des moyens financiers que le pays peut ou veut consacrer à l'éducation de sa jeunesse.
Bien qu'une augmentation notable ait été enregistrée dans de nombreux pays, il était constaté en 2000, lors du Forum mondial sur l'éducation de Dakar, que plus de 113 millions d'enfants — surtout des filles — ne recevaient pas d'éducation primaire. Les délégués de 181 pays de ce forum se sont donc engagés à faire en sorte que, d'ici à 2015, tous les enfants, notamment les filles et les enfants en difficulté et appartenant aux minorités ethniques, aient la possibilité d'accéder à un enseignement primaire obligatoire et gratuit de qualité et de le suivre jusqu'à son terme.

### Financement des établissements scolaires
La plupart des États modernes considèrent comme de leur devoir de fournir au moins une éducation de base aux enfants de leurs citoyens. Pour cette raison, beaucoup d'écoles sont possédées et leur enseignement financé par les États.
De nombreux pays possèdent un réseau d'écoles privées ou dites « spéciales », qui utilisent une démarche d'apprentissage qui leur est propre. Elles sont généralement indépendantes de celles du gouvernement, financées par les frais de scolarité versées par les familles dont les enfants fréquentent ces écoles privées. Cependant, de telles écoles reçoivent parfois également un soutien financier des gouvernements. Beaucoup d'écoles privées sont affiliées à une religion ; celles-ci sont connues sous la dénomination d'écoles confessionnelles.

### La question de la pédagogie scolaire
La réussite de l'école est souvent associée à la mise en œuvre d'une pédagogie adaptée aux enfants qu'elle reçoit. La diversité des doctrines et des pratiques font que les multiples choix possibles en la matière sont sources de débats importants entre enseignants mais aussi entre parents et enseignants.
Certains, comme Ivan Illich — dans son ouvrage Une Société sans école —, mettent en doute l'efficacité de l'école, compte tenu des limitations dues à son caractère institutionnel.

## Définition
Selon la définition de l'UNESCO, un établissement d'enseignement est une « institution établie dont l’éducation est la principale activité, comme une école, un collège, une université ou un centre de formation ».

## Écoles élémentaires et secondaires

### Tableau récapitulatif
| Albanie        | parashkollorja                           | parashkollorja                           | parashkollorja                                   | shkolla fillore (1–5)                            | shkolla fillore (1–5)                            | shkolla fillore (1–5)                            | shkolla fillore (1–5)                            | shkolla fillore (1–5)                            | nënte vjeçarja (6–9)                             | nënte vjeçarja (6–9)                                | nënte vjeçarja (6–9)                                                          | nënte vjeçarja (6–9)                                                          | shkolla e mesme (10–12)                                                       | shkolla e mesme (10–12)                                                                   | shkolla e mesme (10–12)                                                                   |                                                                                           |                                   |                           |                           |
| Allemagne      | Kindergarten                             | Kindergarten                             | Kindergarten                                     | Grundschule                                      | Grundschule                                      | Grundschule                                      | Grundschule                                      | Haupt-, Real-, Gesamtschule, Gymnasium           | Haupt-, Real-, Gesamtschule, Gymnasium           | Haupt-, Real-, Gesamtschule, Gymnasium              | Haupt-, Real-, Gesamtschule, Gymnasium                                        | Haupt-, Real-, Gesamtschule, Gymnasium                                        | Haupt-, Real-, Gesamtschule, Gymnasium                                        | Haupt-, Real-, Gesamtschule, Gymnasium                                                    | Haupt-, Real-, Gesamtschule, Gymnasium                                                    | Haupt-, Real-, Gesamtschule, Gymnasium                                                    |                                   |                           |                           |
| Angleterre     | pre-school                               | pre-school                               | primary school                                   | primary school                                   | primary school                                   | primary school                                   | primary school                                   | primary school                                   | secondary school                                 | secondary school                                    | secondary school                                                              | secondary school                                                              | secondary school                                                              | sixth-form college                                                                        | sixth-form college                                                                        |                                                                                           |                                   |                           |                           |
| Autriche       | Kindergarten                             | Kindergarten                             | Kindergarten                                     | Volksschule                                      | Volksschule                                      | Volksschule                                      | Volksschule                                      | Hauptschule, AHS Unterstufe                      | Hauptschule, AHS Unterstufe                      | Hauptschule, AHS Unterstufe                         | Hauptschule, AHS Unterstufe                                                   | BHS, BMS, AHS Oberstufe                                                       | BHS, BMS, AHS Oberstufe                                                       | BHS, BMS, AHS Oberstufe                                                                   | BHS, BMS, AHS Oberstufe                                                                   | BHS, BMS, AHS Oberstufe                                                                   |                                   |                           |                           |
| Australie      | pre-school                               | pre-school                               | pre-school                                       | primary school                                   | primary school                                   | primary school                                   | primary school                                   | primary school                                   | primary school                                   | Middle school                                       | Middle school                                                                 | Middle school                                                                 | High school                                                                   | High school                                                                               | High school                                                                               |                                                                                           |                                   |                           |                           |
| Belgique       | école maternelle                         | école maternelle                         | école maternelle                                 | primaire (1re à 6e)                              | primaire (1re à 6e)                              | primaire (1re à 6e)                              | primaire (1re à 6e)                              | primaire (1re à 6e)                              | primaire (1re à 6e)                              | secondaire 1re à 6e)                                | secondaire 1re à 6e)                                                          | secondaire 1re à 6e)                                                          | secondaire 1re à 6e)                                                          | secondaire 1re à 6e)                                                                      | secondaire 1re à 6e)                                                                      |                                                                                           |                                   |                           |                           |
| Brésil         | educação infantil                        | educação infantil                        | educação infantil                                | educação fundamental                             | educação fundamental                             | educação fundamental                             | educação fundamental                             | educação fundamental                             | educação fundamental                             | educação fundamental                                | educação fundamental                                                          | educação fundamental                                                          | ensino médio                                                                  | ensino médio                                                                              | ensino médio                                                                              |                                                                                           |                                   |                           |                           |
| Chine          |                                          | école maternelle                         | école maternelle                                 | école maternelle                                 | école primaire                                   | école primaire                                   | école primaire                                   | école primaire                                   | école primaire                                   | école primaire                                      | collège                                                                       | collège                                                                       | collège                                                                       | lycée                                                                                     | lycée                                                                                     | lycée                                                                                     |                                   |                           |                           |
| Congo-Kinshasa | école maternelle                         | école maternelle                         | école maternelle                                 | primaire (1re à 6e)                              | primaire (1re à 6e)                              | primaire (1re à 6e)                              | primaire (1re à 6e)                              | primaire (1re à 6e)                              | primaire (1re à 6e)                              | education de base 7e à 8e)                          | education de base 7e à 8e)                                                    | humanités 1re à 4e)                                                           | humanités 1re à 4e)                                                           | humanités 1re à 4e)                                                                       | humanités 1re à 4e)                                                                       |                                                                                           |                                   |                           |                           |
| Danemark       | børnehaver                               | børnehaver                               | børnehaver                                       | børnehaveklasser                                 | Folkeskole                                       | Folkeskole                                       | Folkeskole                                       | Folkeskole                                       | Folkeskole                                       | Folkeskole                                          | Folkeskole                                                                    | Folkeskole                                                                    | Folkeskole                                                                    | Folkeskole                                                                                | ungdomsuddannelse                                                                         | ungdomsuddannelse                                                                         | ungdomsuddannelse                 |                           |                           |
| Écosse         | pre-school                               | pre-school                               | primary school                                   | primary school                                   | primary school                                   | primary school                                   | primary school                                   | primary school                                   | primary school                                   | secondary school                                    | secondary school                                                              | secondary school                                                              | secondary school                                                              | secondary school                                                                          | secondary school                                                                          |                                                                                           |                                   |                           |                           |
| Espagne        | educación infantil (parvulario)          | educación infantil (parvulario)          | educación infantil (parvulario)                  | educación primaria (1º–6º, colegio)              | educación primaria (1º–6º, colegio)              | educación primaria (1º–6º, colegio)              | educación primaria (1º–6º, colegio)              | educación primaria (1º–6º, colegio)              | educación primaria (1º–6º, colegio)              | educación secundaria obligatoria (1º–4º, instituto) | educación secundaria obligatoria (1º–4º, instituto)                           | educación secundaria obligatoria (1º–4º, instituto)                           | educación secundaria obligatoria (1º–4º, instituto)                           | bachillerato (1º–2º, instituto)                                                           | bachillerato (1º–2º, instituto)                                                           |                                                                                           |                                   |                           |                           |
| États-Unis     | preschool                                | preschool                                | preschool                                        | elementary school (1st grade – 5th)              | elementary school (1st grade – 5th)              | elementary school (1st grade – 5th)              | elementary school (1st grade – 5th)              | elementary school (1st grade – 5th)              | middle school (6th – 8th)                        | middle school (6th – 8th)                           | middle school (6th – 8th)                                                     | high school (9th – 12th)                                                      | high school (9th – 12th)                                                      | high school (9th – 12th)                                                                  | high school (9th – 12th)                                                                  |                                                                                           |                                   |                           |                           |
| Finlande       |                                          |                                          |                                                  | jardin d'enfants                                 | école primaire polyvalente                       | école primaire polyvalente                       | école primaire polyvalente                       | école primaire polyvalente                       | école primaire polyvalente                       | école primaire polyvalente                          | école primaire polyvalente                                                    | école primaire polyvalente                                                    | école primaire polyvalente                                                    | école secondaire                                                                          | école secondaire                                                                          | école secondaire                                                                          |                                   |                           |                           |
| France         | école maternelle                         | école maternelle                         | école maternelle                                 | école élémentaire (du CP au CM2)                 | école élémentaire (du CP au CM2)                 | école élémentaire (du CP au CM2)                 | école élémentaire (du CP au CM2)                 | école élémentaire (du CP au CM2)                 | collège (6e à 3e)                                | collège (6e à 3e)                                   | collège (6e à 3e)                                                             | collège (6e à 3e)                                                             | lycée (2de à terminale)                                                       | lycée (2de à terminale)                                                                   | lycée (2de à terminale)                                                                   |                                                                                           |                                   |                           |                           |
| Grèce          | école maternelle                         | école maternelle                         | école primaire                                   | école primaire                                   | école primaire                                   | école primaire                                   | école primaire                                   | école primaire                                   | gymnasium                                        | gymnasium                                           | gymnasium                                                                     | lyceum ou école technique                                                     | lyceum ou école technique                                                     | lyceum ou école technique                                                                 |                                                                                           |                                                                                           |                                   |                           |                           |
| Inde           | Préscolaire (urbain)/Anganwadi (rural)   | Préscolaire (urbain)/Anganwadi (rural)   | Préscolaire (urbain)/Anganwadi (rural)           | Préscolaire (urbain)/Anganwadi (rural)           | primary school                                   | primary school                                   | primary school                                   | primary school                                   | primary school                                   | Middle school                                       | Middle school                                                                 | Middle school                                                                 | Junior school                                                                 | Junior school                                                                             | Senior school                                                                             | Senior school                                                                             |                                   |                           |                           |
| Irlande        |                                          | preschool                                | preschool                                        | primary school                                   | primary school                                   | primary school                                   | primary school                                   | primary school                                   | primary school                                   | junior cycle                                        | junior cycle                                                                  | junior cycle                                                                  | senior cycle                                                                  | senior cycle                                                                              | senior cycle                                                                              |                                                                                           |                                   |                           |                           |
| Italie         | infanzia (materna)                       | infanzia (materna)                       | infanzia (materna)                               | primaria (elementare)                            | primaria (elementare)                            | primaria (elementare)                            | primaria (elementare)                            | primaria (elementare)                            | secondaria I (media)                             | secondaria I (media)                                | secondaria I (media)                                                          | secondaria II (liceo)                                                         | secondaria II (liceo)                                                         | secondaria II (liceo)                                                                     | secondaria II (liceo)                                                                     | secondaria II (liceo)                                                                     |                                   |                           |                           |
| Japon          | yōchien (幼稚園)                         | yōchien (幼稚園)                         | yōchien (幼稚園)                                 | shōgakkō (小学校)                                | shōgakkō (小学校)                                | shōgakkō (小学校)                                | shōgakkō (小学校)                                | shōgakkō (小学校)                                | shōgakkō (小学校)                                | chūgakkō (中学校)                                   | chūgakkō (中学校)                                                             | chūgakkō (中学校)                                                             | kōtōgakkō (高等学校)                                                          | kōtōgakkō (高等学校)                                                                      | kōtōgakkō (高等学校)                                                                      |                                                                                           |                                   |                           |                           |
| Kenya 8-4-4    |                                          |                                          | pre-unit                                         | Lower primary                                    | Lower primary                                    | Lower primary                                    | Lower primary                                    | Upper primary                                    | Upper primary                                    | Upper primary                                       | Upper primary                                                                 | High school                                                                   | High school                                                                   | High school                                                                               | High school                                                                               |                                                                                           |                                   |                           |                           |
| Kenya 6-3-3    |                                          | pre-primary                              | pre-primary                                      | primary                                          | primary                                          | primary                                          | primary                                          | primary                                          | primary                                          | junior secondary                                    | junior secondary                                                              | junior secondary                                                              | senior secondary                                                              | senior secondary                                                                          | senior secondary                                                                          |                                                                                           |                                   |                           |                           |
| Liban          | Préscolaire                              | Préscolaire                              | Préscolaire                                      | Cycle Primaire 1                                 | Cycle Primaire 1                                 | Cycle Primaire 1                                 | Cycle Primaire 2                                 | Cycle Primaire 2                                 | Cycle Primaire 2                                 | Complémentaire                                      | Complémentaire                                                                | Complémentaire                                                                | Complémentaire                                                                | Secondaire                                                                                | Secondaire                                                                                | Secondaire                                                                                |                                   |                           |                           |
| Mexique        | kinder/jardín de niños                   | kinder/jardín de niños                   | kinder/jardín de niños                           | primaria                                         | primaria                                         | primaria                                         | primaria                                         | primaria                                         | primaria                                         | secundaria                                          | secundaria                                                                    | secundaria                                                                    | preparatoria/bachillerato                                                     | preparatoria/bachillerato                                                                 | preparatoria/bachillerato                                                                 |                                                                                           |                                   |                           |                           |
| Pays-Bas       | peuterspeelzaal                          | peuterspeelzaal                          | basisschool                                      | basisschool                                      | basisschool                                      | basisschool                                      | basisschool                                      | basisschool                                      | basisschool                                      | basisschool                                         | middelbare school                                                             | middelbare school                                                             | middelbare school                                                             | middelbare school                                                                         | universiteit / hogeschool                                                                 | universiteit / hogeschool                                                                 | universiteit / hogeschool         | universiteit / hogeschool | universiteit / hogeschool |
| Portugal       | pré-escola                               | pré-escola                               | pré-escola                                       | pré-escola                                       | escola primária (1º – 4º ano)                    | escola primária (1º – 4º ano)                    | escola primária (1º – 4º ano)                    | escola primária (1º – 4º ano)                    | ensino básico (5º – 9º ano)                      | ensino básico (5º – 9º ano)                         | ensino básico (5º – 9º ano)                                                   | ensino básico (5º – 9º ano)                                                   | ensino básico (5º – 9º ano)                                                   | ensino secundário (10º – 12º ano)                                                         | ensino secundário (10º – 12º ano)                                                         | ensino secundário (10º – 12º ano)                                                         | ensino secundário (10º – 12º ano) |                           |                           |
| Québec         | pré-mat.                                 | pré-mat.                                 | mat.                                             | école primaire                                   | école primaire                                   | école primaire                                   | école primaire                                   | école primaire                                   | école primaire                                   | école secondaire                                    | école secondaire                                                              | école secondaire                                                              | école secondaire                                                              | école secondaire                                                                          | cégep                                                                                     | cégep                                                                                     | cégep                             | cégep                     | cégep                     |
| Roumanie       | grădiniţa                                | grădiniţa                                | grădiniţa                                        | primară (I – IV)                                 | primară (I – IV)                                 | primară (I – IV)                                 | primară (I – IV)                                 | gimnaziu (V – VIII)                              | gimnaziu (V – VIII)                              | gimnaziu (V – VIII)                                 | gimnaziu (V – VIII)                                                           | liceu (IX – XII / XIII)                                                       | liceu (IX – XII / XIII)                                                       | liceu (IX – XII / XIII)                                                                   | liceu (IX – XII / XIII)                                                                   | liceu (IX – XII / XIII)                                                                   |                                   |                           |                           |
| Russie         | école maternelle (n'est pas obligatoire) | école maternelle (n'est pas obligatoire) | école maternelle (n'est pas obligatoire)         | école maternelle (n'est pas obligatoire)         | école primaire (élémentaire, 1–4)                | école primaire (élémentaire, 1–4)                | école primaire (élémentaire, 1–4)                | école primaire (élémentaire, 1–4)                | école secondaire (premier cycle, 5–9)            | école secondaire (premier cycle, 5–9)               | école secondaire (premier cycle, 5–9)                                         | école secondaire (premier cycle, 5–9)                                         | école secondaire (premier cycle, 5–9)                                         | école secondaire (deuxième cycle, 10–11) ou lycée professionnel                           | école secondaire (deuxième cycle, 10–11) ou lycée professionnel                           | école secondaire (deuxième cycle, 10–11) ou lycée professionnel                           |                                   |                           |                           |
| Suède          | förskola                                 | förskola                                 | förskola                                         | grundskola                                       | grundskola                                       | grundskola                                       | grundskola                                       | grundskola                                       | grundskola                                       | grundskola                                          | grundskola                                                                    | grundskola                                                                    | grundskola                                                                    | gymnasium                                                                                 | gymnasium                                                                                 | gymnasium                                                                                 |                                   |                           |                           |
| Suisse         |                                          |                                          | École primaire obligatoire, cycle 1 (1-2 Harmos) | École primaire obligatoire, cycle 1 (1-2 Harmos) | École primaire obligatoire, cycle 1 (3-4 Harmos) | École primaire obligatoire, cycle 1 (3-4 Harmos) | École primaire obligatoire, cycle 2 (5-8 Harmos) | École primaire obligatoire, cycle 2 (5-8 Harmos) | École primaire obligatoire, cycle 2 (5-8 Harmos) | École primaire obligatoire, cycle 2 (5-8 Harmos)    | École secondaire I obligatoire. Cycle d'orientation ou cycle 3. (9-11 Harmos) | École secondaire I obligatoire. Cycle d'orientation ou cycle 3. (9-11 Harmos) | École secondaire I obligatoire. Cycle d'orientation ou cycle 3. (9-11 Harmos) | École secondaire II : gymnase / lycée ou École de culture générale (ECG) ou Apprentissage | École secondaire II : gymnase / lycée ou École de culture générale (ECG) ou Apprentissage | École secondaire II : gymnase / lycée ou École de culture générale (ECG) ou Apprentissage |                                   |                           |                           |
| Rép. tchèque   | école maternelle                         | école maternelle                         | école maternelle                                 | école primaire                                   | école primaire                                   | école primaire                                   | école primaire                                   | école primaire                                   | école secondaire                                 | école secondaire                                    | école secondaire                                                              | école secondaire                                                              | athénée ou lycée                                                              | athénée ou lycée                                                                          | athénée ou lycée                                                                          | athénée ou lycée                                                                          |                                   |                           |                           |
| Tunisie        | école maternelle                         | école maternelle                         | préparatoire                                     | école primaire (1° – 6°)                         | école primaire (1° – 6°)                         | école primaire (1° – 6°)                         | école primaire (1° – 6°)                         | école primaire (1° – 6°)                         | école primaire (1° – 6°)                         | collège (7° – 9°)                                   | collège (7° – 9°)                                                             | collège (7° – 9°)                                                             | lycée (1° – 4°)                                                               | lycée (1° – 4°)                                                                           | lycée (1° – 4°)                                                                           | lycée (1° – 4°)                                                                           |                                   |                           |                           |

### Les établissements préscolaires
Avant l'âge de l'instruction obligatoire, la plupart des pays occidentaux scolarisent néanmoins une partie des enfants dans des établissements préscolaires.
C'est une période préparatoire à l'enseignement élémentaire : les objectifs essentiels sont les activités d'éveil et de découverte.
Ces établissements sont désignés suivant les pays sous le nom d'école maternelle (France, Québec), école enfantine (Suisse) ou jardin d'enfants.
En France, l'école maternelle accueille les enfants de 3 à 6 ans et même parfois, dès l'âge de 2 ans. La très grande majorité des enfants fréquentent l'école maternelle dès 3 ans - même lorsque l'instruction obligatoire ne débutait qu'à 6 ans avant 2019.
Le premier degré de l'enseignement au Québec correspond à l'éducation préscolaire, qui n'est pas obligatoire. Il concerne la prématernelle et la maternelle. Cette dernière, bien que de niveau préscolaire, est souvent intégrée aux écoles primaires.

### L'école élémentaire (primaire)

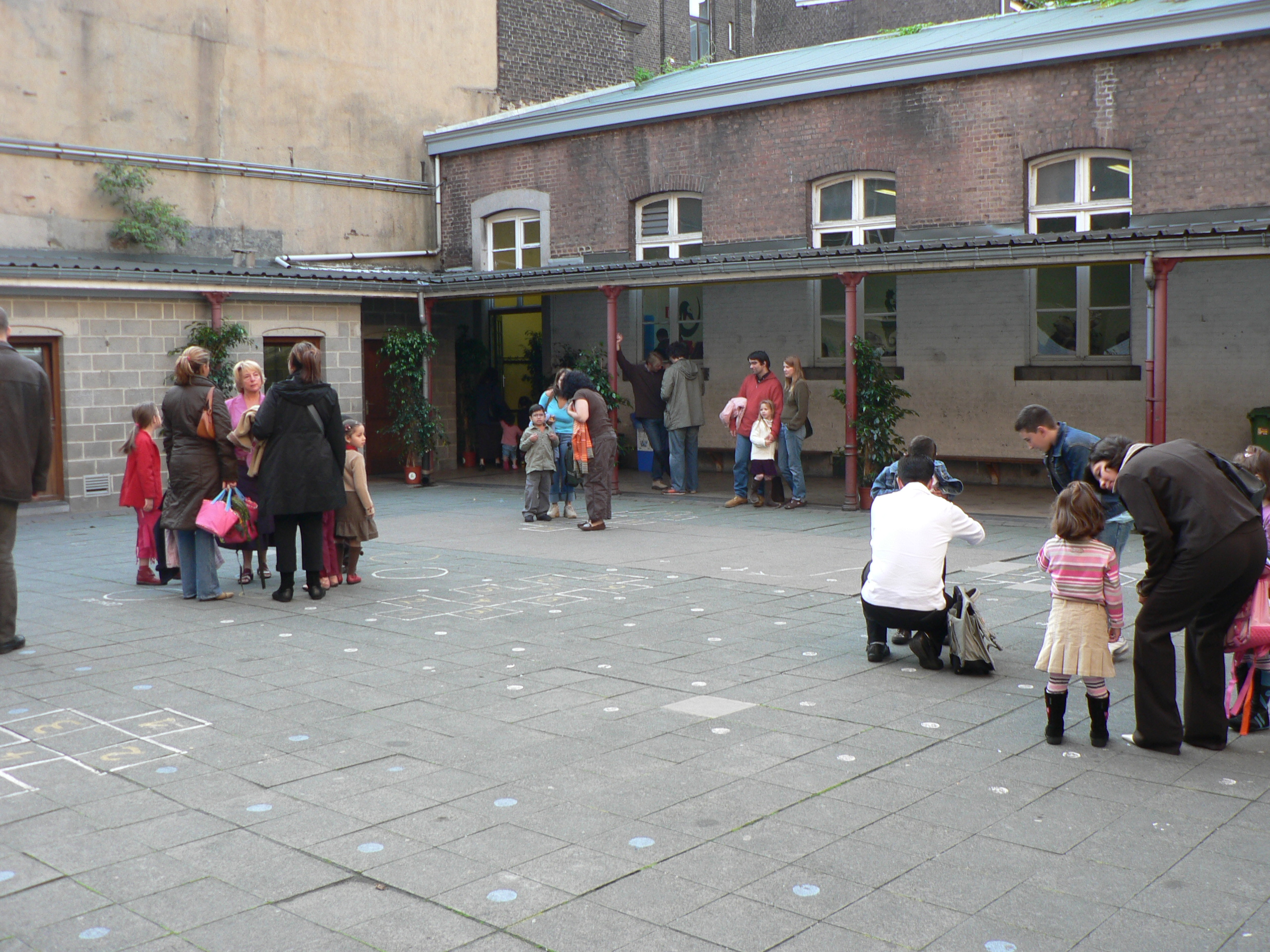
Une école à Liège (Belgique).

L'instruction obligatoire commence généralement avec l'entrée à l'école élémentaire (aussi appelée école primaire) vers l'âge de six ans. Un peu plus tôt aux Pays-Bas et au Royaume-Uni, plus tard en Finlande et en Russie. Depuis 2021, la France fixe le début de l'instruction obligatoire dès l'âge de trois ans.
C'est durant cette période que s'acquièrent les bases de l'apprentissage de la lecture, de l'écriture et des mathématiques.
Le deuxième degré de l'enseignement correspond au Québec à l'école primaire. Celle-ci consiste en six années d'études, divisées en trois cycles. Le contenu des enseignements est défini depuis juin 2001 par le nouveau Programme de formation de l'école québécoise. Au Québec, les enfants entrent à l'école primaire vers l'âge de 5 ans et complètent sept années d'études ; de la maternelle jusqu'à la sixième année.

### L'école secondaire
L'enseignement secondaire couvre les degrés scolaires qui se situent entre la fin de l'école primaire et l'université. L'école secondaire est souvent scindée en deux ordres d'enseignement qui correspondent l'un aux dernières années de l'enseignement obligatoire et l'autre au début de l'enseignement postobligatoire. Les systèmes retenus par les différents pays peuvent être très différents.
La fin de l'enseignement secondaire est fréquemment sanctionnée par un diplôme. En France, il s'agit du baccalauréat ; à ne pas confondre avec le titre homonyme sanctionnant la fin des études supérieures de type court dans la nouvelle législation européenne. Les établissements d'enseignement secondaire français ne sont pas appelés école mais collège et lycée.
Au Canada, l'éducation est de juridiction provinciale, ce qui a pour effet que l'enseignement secondaire diffère énormément d'une province à l'autre. Le Québec a un système scolaire particulier. La plupart des provinces, notamment l'Ontario, suivent le système américain. Le troisième niveau d'enseignement au Québec correspond à l'école secondaire, qui consiste, pour l'obtention du diplôme d'études secondaires (DES), en cinq années d'études. Au Québec, il est également possible de poursuivre son enseignement secondaire, dès l'âge de 16 ans, au niveau professionnel. L'obtention du diplôme d'études professionnelles (DEP) permet à l'étudiant d'accéder au marché du travail.

## Enseignement supérieur
Dans l'enseignement supérieur, le terme école est réservé à certains établissements, surtout privés. On parle par exemple des grandes écoles, des écoles d'ingénieur, des écoles de commerce, mais aussi des écoles de journalisme, d'art ou de cinéma.

## Cursus informels
Une école de musique est une institution dispensant un enseignement spécialisé de la musique en vue d'une pratique amateur (à l'inverse des conservatoires nationaux ou royaux). En Belgique, les écoles de musique sont appelées académie de musique.